# Воскресенське (Бабушкінський район)
Воскресе́нське (рос. Воскресенское) — село у складі Бабушкінського району Вологодської області, Росія. Адміністративний центр Березниківського сільського поселення.

## Населення
Населення — 335 осіб (2010; 401 у 2002).
Національний склад (станом на 2002 рік):
- росіяни — 100 %